# Kacper Kujawiak
Kacper Kujawiak (Głowno, 2 de maio de 1994) é um jogador de vôlei de praia polonês 

## Carreira
Em 2012, estreou no circuito mundial com Alex Andryszewski no Aberto de Mysłowice e no mesmo ano compos dupla com Michał Bryl e conquistou a medalha de ouro no Campeonato Mundial Sub-19 em Lárnaca e no mesmo ano finalizaram na vigésima quinta posição na edição do Campeonato Mundial Sub-21 em Halifax.Juntos conquistaram o vice-campeonato da edição do na edição do Campeonato Europeu Sub-20 em Vilniuse terminaram na nona posição na edição do Campeonato Mundial Sub-21 de 2013 sediado em Umago.
E com Dawid Pope  disputou o Campeonato Mundial Sub-23 de 2014 sediado em Mysłowice quando finalizaram na décima sétima colocação e ao lado de Michał Bryl conquistou a medalha de ouro no Campeonato Mundial Sub-21 de 2014 realizado em Lárnaca.No ano seguinte conquistaram o título do Campeonato Europeu Sub-22 realizado em Macedo de Cavaleiros.
Em 2016 com Michał Bryl sagrou-se campeão do Campeonato Mundial Universitário de Vôlei de Praia em Pärnu.Jogou ao lado de outros atletas como Mariusz Prudel e Maciej Rudoł, também com Mateusz Paszkowski e atualmente retomou a parceria com este último.